# Светочи христианства. Факелы Нерона
«Све́точи христиа́нства. Фа́келы Неро́на» — гигантская по размерам картина польского и русского художника-академиста Генриха Семирадского (1843—1902), завершённая в 1876 году. Принадлежит Национальному музею в Кракове (инв. MNK II-a-1). Размер картины — 385 × 704 см.
Сюжет картины связан с историческими событиями, происходившими в Риме в 64 году нашей эры, когда после Великого римского пожара император Нерон обвинил в поджоге христиан. Многие из них были казнены, причём для этого устраивались чудовищные театрализованные представления. Одна из таких сцен и была изображена художником, который выбрал местом действия сад перед Золотым дворцом Нерона.
Семирадский работал над картиной в 1873—1876 годах в Риме. В мае 1876 года полотно было представлено в помещении римской Академии Святого Луки, где было восторженно встречено зрителями. В том же году картина с успехом экспонировалась в Мюнхене и Вене. В марте 1877 года картина была доставлена в Петербург, где была показана на второй выставке «Общества выставок художественных произведений». За создание картины Академия художеств присвоила Семирадскому звание профессора, отметив, что «вся его художественная деятельность приносит честь Академии и русскому искусству».
В 1878 году картина экспонировалась на Всемирной выставке в Париже, где Семирадский получил высшую награду — Гран-при («большую золотую медаль»). Несмотря на успех и международное признание, художнику не удалось продать картину в России. В 1879 году Семирадский подарил картину создаваемому в то время Национальному музею в Кракове, тем самым основав собрание живописи музея — картине принадлежит первый номер в этой коллекции.
Изначально картина называлась «Светочи христианства». В коллекции Краковского музея за ней закрепилось другое название — «Факелы Нерона» (пол. Pochodnie Nerona). В современной русскоязычной литературе, как правило, употребляется двойное название — «Светочи христианства (Факелы Нерона)» или «Светочи христианства. Факелы Нерона».

## Сюжет и описание
В основу сюжета картины легли исторические события 64 года нашей эры, происходившие во времена правления императора Нерона. В ночь с 18 на 19 июля 64 года в Риме начался крупный пожар, бушевавший почти целую неделю и уничтоживший значительную часть города. В пожаре были обвинены христиане, что привело к волне погромов и казней. Древнеримский историк Публий Корнелий Тацит писал: «И вот Нерон, чтобы побороть слухи, приискал виноватых и предал изощрённейшим казням тех, кто своими мерзостями навлёк на себя всеобщую ненависть и кого толпа называла христианами». Описывая подробности этих казней, Тацит сообщал: «Их умерщвление сопровождалось издевательствами, ибо их облачали в шкуры диких зверей, дабы они были растерзаны насмерть собаками, распинали на крестах, или обречённых на смерть в огне поджигали с наступлением темноты ради ночного освещения. Для этого зрелища Нерон предоставил свои сады».
Рассказывая о замысле нового полотна, Семирадский в конце 1873 года писал конференц-секретарю Академии художеств Петру Исееву:

Сюжет картины взят из первого гонения христиан при Нероне; в великолепном саду «Золотого дворца» Нерона произведены изготовления для пышного ночного праздника; на полянке перед дворцовой террасой собралось общество, нетерпеливо ожидающее начала великолепного зрелища – живые факелы, христиане, привязанные к высоким шестам, обвязанные соломой и облепленные смолой, расставлены в равных промежутках; факелы еще не зажжены, но император уже прибыл, несомый на золотых носилках и окружённый свитой наёмных льстецов, женщин и музыкантов, сигнал уже подан и рабы готовятся зажечь факелы, свет которых осветит самую безобразную оргию; но эти же самые светочи разогнали тьму языческого мира и, сгорая в страшных мучениях, распространили свет нового учения Христа. Поэтому картину мою я и думаю озаглавить «Христианские светочи» или «Светочи христианства».

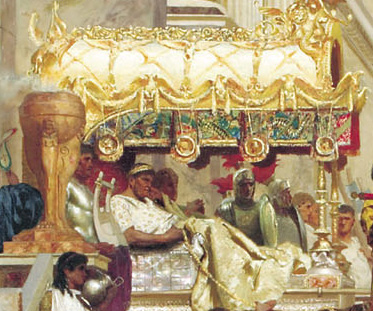
Нерон в паланкине (деталь картины)

На картине изображён сад перед Золотым дворцом Нерона в преддверии чудовищной театрализованной оргии. Слева, около дворца и на его ступенях, расположились многочисленные зрители. Всего на картине изображено около ста человек, но ни одна из фигур не является центральной — даже сам Нерон, сидящий в отдалении в паланкине с золотой крышей, поддерживаемом темнокожими рабами. Вместе с Нероном в паланкине сидит его жена Поппея Сабина. А в красочной толпе — сенаторы и полководцы, философы и музыканты, игроки в кости, танцовщицы и гетеры. На их лицах можно увидеть полный диапазон чувств и эмоций — злорадство и протест, любопытство и равнодушие.
Тщательно выписаны детали убранства императорского дворца — в особенности барельеф с человеческими фигурами и лошадью в самой левой части картины, а также другие мраморные поверхности — лестницы, стены и колонны. Один из современников отмечал, что «по первому впечатлению, картина напоминала сундук с драгоценностями, внезапно открывшийся перед зрителями». Помимо мраморных рельефов, к этим драгоценностям относились и паланкин императора, и живые цветы, и поражающие своей красотой зрители.
В правой части картины изображены последние приготовления к казни. Христиане привязаны к столбам и обмотаны коконами из соломы со смолой. Всего можно насчитать 13 столбов, что символизирует число апостолов и Христа. Рабы зажигают огненные факелы, и один из них уже поднимается по лестнице, готовый поджечь одного из несчастных — старика с белой бородой, который не отводит глаз и смотрит прямо на праздную толпу, собравшуюся для леденящего душу зрелища. На следующем за стариком шесте — молодая женщина, которая отвернулась и смотрит в сторону от толпы.
Размер рамы — 466 × 798 × 23 см. На раме на латыни написано изречение из Библии (Ин. 1:5):
| LUX IN TENEBRIS LUCET ET TENEBRAE EAM NON COMPREHENDERUNT |

что в переводе означает «И свет во тьме светит, и тьма не объяла его».

## История

### Работа над картиной
С мая 1872 года Семирадский жил и работал в Риме и вплоть до 1878 года был пенсионером Академии художеств. Замысел картины «Светочи христианства» окончательно сложился у художника к концу 1873 года. В начале 1874 года Семирадский приобрёл для будущей картины огромный холст размером 3,85 × 7,04 м. Когда холст был доставлен в мастерскую Семирадского в Риме, то находившийся там художник Шольц от удивления смог только вымолвить: «О Боже! О Боже!..».
Живя в Риме, Семирадский многократно посещал античную часть города — Римский форум, где когда-то находился Золотой дом Нерона, руины которого были скрыты под постройками терм Траяна. Художник внимательно разглядывал развалины Колизея и других древних храмов и базилик, делая многочисленные зарисовки и этюды. Семирадский изучал сочинения по истории древнего Рима — шеститомный труд Луиджи Канины «Здания античного Рима», хроники римского историка Тацита, а также биографический труд Светония «Жизнь двенадцати цезарей». Вероятно, Семирадский был также знаком с повестью польского писателя Юзефа Крашевского «Рим при Нероне», опубликованной в Кракове в 1866 году. Известно, что в начале работы над полотном художник встречался с Крашевским в Дрездене.
Художник Михаил Нестеров так писал в своих воспоминаниях о художнике-баталисте Павле Ковалевском, который окончил Академию одновременно с Семирадским, а затем вместе с ним был послан в Рим:

Из русских художников, быть может, никто лучше Ковалевского не знал Семирадского, талантливого поляка, нашумевшего на всю Европу своей картиной «Светочи христианства». Никто не знал, как работал автор «Светочей» в Риме, с каким усердием он собирал всюду и везде материал к своей картине. На вечерних прогулках по Пинчо с Ковалевским Семирадский неожиданно останавливался, раскрывал небольшую походную шкатулку, бросал на какой-нибудь осколок старого мрамора цветной лоскуток шёлка или ставил металлическую безделушку и заносил в свой этюдник, наблюдая, как вечерний свет падает на предметы. Он был тонким наблюдателем красочных эффектов и великим тружеником. Этот образованный, гордый, замкнутый человек, с огромным характером и умный, не полагался только на свой талант, работал в Риме, не покладая рук…

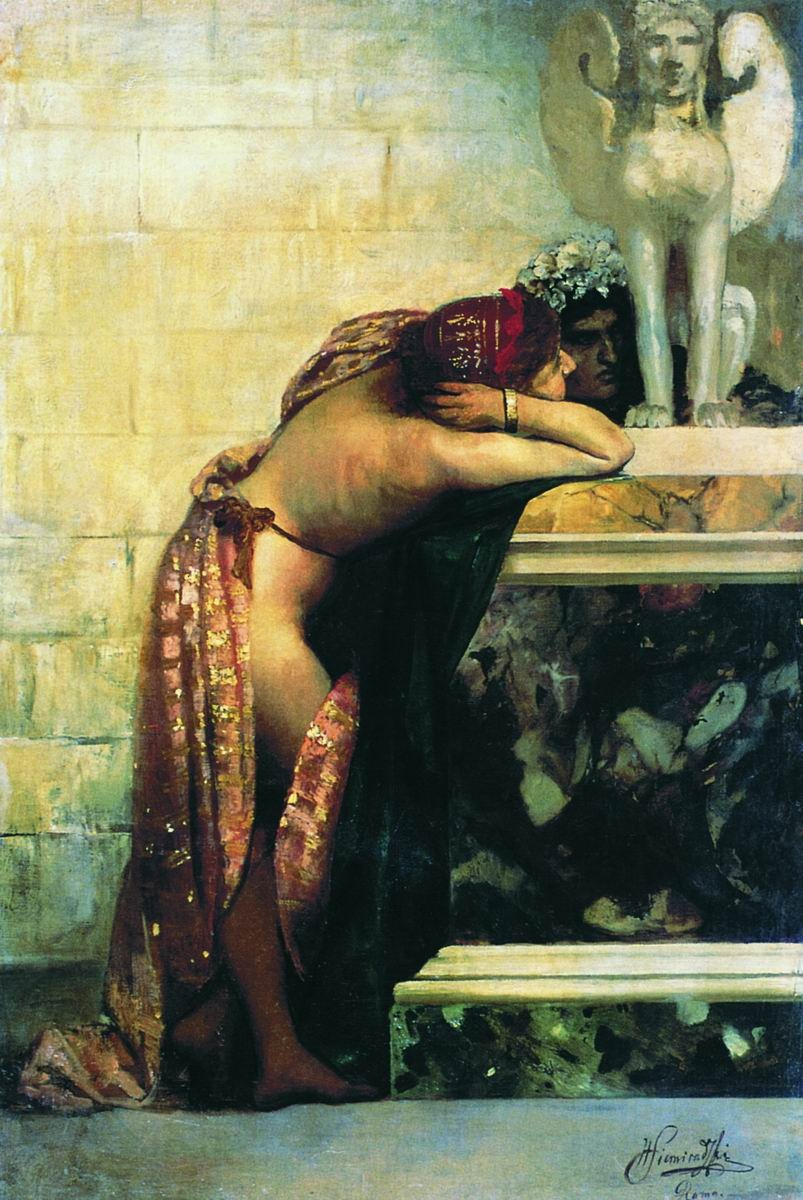
«Две фигуры у статуи сфинкса» (этюд к картине)

В своих эскизах Семирадский пробовал разные варианты расположения Золотого дома Нерона и в конце концов решил изобразить его в профиль в левой части полотна. Для будущей картины он продолжал писать этюды, признавая, что «набралось их уже достаточно, но это капля в море в сравнении с тем, что придётся ещё сделать, так как непосредственно в картину с натуры писать невозможно». Этюдов было написано очень много — в марте 1874 года Семирадский сообщал Петру Исееву: «Картина моя подмалёвана, теперь пишу для неё этюды, собираю археологические данные, изучаю типы по бюстам Капитолия, и т. д.».
С целью наиболее убедительно изобразить роскошь, в которой утопало окружение Нерона, Семирадский не останавливался перед значительными расходами — в частности, старался писать как можно больше с натуры. Ему даже пришлось объяснять свою позицию Академии художеств — в письме Петру Исееву от 14 июля 1875 года он сообщал, что при необходимости он мог бы значительно сократить расходы на свои картины, но в этом случае они стали бы посредственными. Семирадский писал Исееву: «В одном я не допускаю экономии — в работе: только при расточительности возможно достигнуть в картине впечатления богатства, роскоши; остановиться в картине перед издержкой — это первый шаг к ремесленности, к упадку».
Работа над картиной «Светочи христианства» была завершена в начале 1876 года. Новое произведение Семирадского получило широкую известность ещё до завершения работы над ним, так что мастерская художника стала местом паломничества любителей живописи. Семирадский вспоминал: «Моя картина (а следовательно, и её автор) приобрела в Риме такую громкую известность, о какой я и мечтать не смел; картина далеко не окончена, а между тем у меня в мастерской перебывал уже почти весь римский художественный мир. От посетителей отбоя нет». В частности, его посетили такие известные художники, как Доменико Морелли, Лоуренс Альма-Тадема и Эрнст Эбер.

### После создания
Первый публичный показ картины состоялся в начале мая 1876 года в помещении Академии Святого Луки в Риме. Она была восторженно встречена зрителями, а ученики Академии преподнесли Семирадскому лавровый венок. Тем самым картина была удостоена в Риме тех же почестей, что и «Последний день Помпеи» Карла Брюллова. Зрителей было очень много: только за последний день экспозицию посетило более пяти тысяч человек. Доход, полученный от продажи билетов, Семирадский передал в фонд строительства Выставочного дворца на виа Национале в Риме. Король Италии Виктор Эммануил II наградил художника орденом Короны Италии.

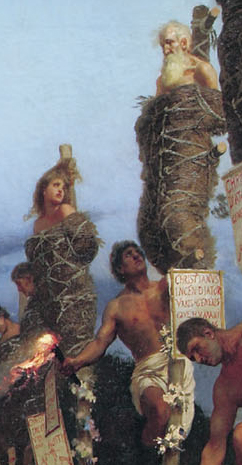
Живые факелы (деталь картины)

В том же 1876 году полотно с успехом экспонировалось в Мюнхене и Вене. Показ картины в этих европейских городах противоречил правилам Академии художеств, которые не разрешали её пенсионерам принимать участие в зарубежных выставках. Этот момент осложнил отношения Семирадского с Академией и, в частности, с её конференц-секретарём Петром Исеевым, с которым переписывался художник. Семирадский писал Исееву, что ему известно о «некотором неудовольствии в Петербурге», вызванном фактом участия картины «Светочи христианства» в выставках в Риме, Мюнхене и Вене. По мнению художника, «результат должен бы быть обратный, поскольку ни одна из заграничных рецензий не преминула упомянуть о том, что я ученик Петербургской Академии». Признавая то, что он «уклонился несколько от буквы постановлений», Семирадский отмечал, что это произошло потому, что «труд уже по самой его сложности, размерам выходит из обыкновенного уровня», и предлагал Исееву самому решить, «теряет ли от этого Академия» или нет.
В марте 1877 года картина была доставлена в Петербург, и за неё Академия художеств присвоила Семирадскому звание профессора. Согласно заключению от 9 марта 1877 года, Совет академии, «осмотрев картину Семирадского „Христианские светочи“, нашел её по колориту, композиции и во всех отношениях исполненною прекрасно и потому единогласно постановил удостоить академика Семирадского звания профессора». При этом было отмечено, что «вся его художественная деятельность приносит честь Академии и русскому искусству». Художник был также представлен к награде — ордену Святого Владимира IV степени, «за труды на пользу художеств и художественную деятельность». На второй выставке «Общества выставок художественных произведений», начавшейся 5 марта 1877 года и проходившей в помещении Академии художеств в Петербурге, картине Семирадского был предоставлен отдельный зал. Слухи о новой картине распространились заранее — как отмечал писатель Всеволод Гаршин, «если хоть десятая часть похвальных о ней отзывов справедлива, то во что обратится остальная выставка в сравнении с нею».
По поводу возможной покупки «Светочей христианства» велись переговоры с российским императорским двором, но картина куплена не была. Изначально художник хотел получить за полотно 40 тысяч рублей, впоследствии эта сумма была снижена до 30 тысяч. Художник Павел Чистяков в письме к Павлу Третьякову сообщал: «Картина Г. Семирадского не продана. Дорого просит — 40 000 р. За то, что человек ловок, смел и талантлив, 40 000 нельзя платить. Нужно ценить честность в деле, умение и выдержку, а таланты Бог даёт!». По всей видимости, дело было не только в высокой цене. Ходатайствовать о покупке картины мог президент Академии художеств великий князь Владимир Александрович, но, кроме этого, немаловажно было мнение великого князя Александра Александровича (будущего императора Александра III), на которого могли повлиять художники-передвижники, выступавшие против покупки этого «космополитического по духу произведения», к тому же написанного художником польского происхождения.
Известно, что 10 марта 1877 года один из лидеров передвижников Иван Крамской писал художнику Алексею Боголюбову: «Семирадский приехал и привёз картину… Дорога же слава Семирадскому так, что сколько бы он не захотел за неё взять, 50 ли тысяч или больше, — ему дадут, и дадут из русских денег… А будущее в этом случае — польский элемент в Академии сделается господствующим… Знаете, когда совершается дело колоссальное, когда заведомо русские средства в эту тяжёлую минуту намерены уплатить чужаку, то невольно хочется сказать — остановитесь!» И далее Крамской продолжал: «Я не знаю, какая комбинация будет найдена для приобретения этой картины… но Вы, быть может, имеете возможность довести до сведения кому это всего лучше знать нужно, чтобы дело это не совершилось с поспешностью, об которой (я убеждён в этом) придётся поминать впоследствии и плакать в результате». По-видимому, Боголюбову удалось убедить Александра Александровича в нежелательности данного приобретения.
В мае 1877 года Семирадский получил письмо от Петра Исеева, в котором тот уведомлял его о том, что великий князь Владимир Александрович «будет ходатайствовать перед Его И[мператорским] Велич[еством] о приобретении Вашей последней картины за 30 т[ысяч] р[ублей] на условии выплаты этой суммы в течение 3-х лет, как только по обстоятельствам политическим Его Высоч[ество] изволит признать удобным таковое ходатайство». К этому было добавлено то, что «Его Высочество изволил разрешить Вам выставлять картину в городах, где Вы признаете это более полезным для Вас, с тем, однако, чтобы в случае приобретения картина была доставлена в Париж на Всемирную выставку в 1878 году для помещения в русском художественном отделе». Такая расплывчатая формулировка не давала Семирадскому особых надежд на то, что картина будет приобретена императорским двором.

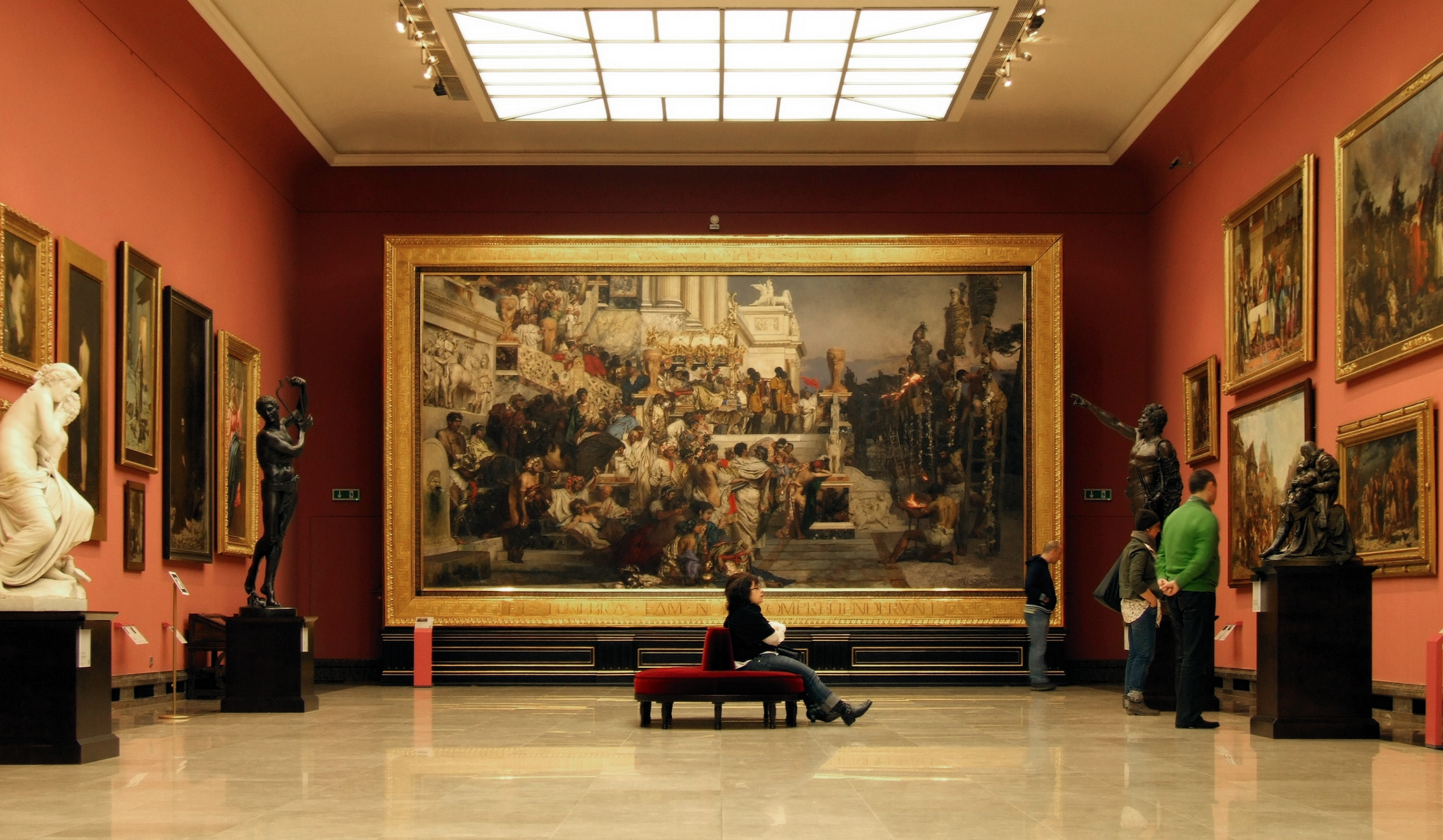
Расположение картины в зале Семирадского Национального музея в Кракове (Суконные ряды)

В 1878 году на Всемирной выставке в Париже экспонировались две картины Семирадского — «Светочи христианства» и «Женщина или ваза?» («Трудный выбор»). За них художник получил высшую награду выставки — Гран-при («большую золотую медаль»), а французское правительство наградило его орденом Почётного легиона. Эти успехи способствовали ещё большему международному признанию художника — Семирадский был избран членом Академий изящных искусств Парижа, Берлина, Стокгольма и Рима, а галерея Уффици во Флоренции заказала ему автопортрет «для последующего размещения в галерее именитейших художников».
В 1879 году, в связи с празднованием 50-летия литературной деятельности польского писателя Юзефа Крашевского, Семирадский подарил эту картину создаваемому Национальному музею в Кракове (в то время этот польский город принадлежал Австро-Венгрии), тем самым фактически основав коллекцию живописи этого музея, — картине принадлежит первый номер в этой коллекции. О решении передать свою картину в дар краковскому музею Семирадский объявил 5 октября 1879 года во время торжественного обеда, выступая с балкона гостиницы «Виктория». В знак благодарности жители Кракова устроили в честь художника музыкальное шествие с фейерверком. Следуя примеру Семирадского, другие польские художники тоже подарили свои картины краковскому музею.
Правда, прошло ещё два года, прежде чем картина Семирадского оказалась в предназначенном для неё месте в краковских Суконных рядах, поскольку перед этим она побывала в зарубежном турне по многим европейским городам (Варшава, Краков, Львов, Париж, Берлин, Познань, Прага, Москва, Лондон, Цюрих, Дрезден, Стокгольм, Копенгаген, Амстердам). Когда в 1881 году после многочисленных выставок картина прибыла в Краков, оказалось, что её кромки в некоторых местах обветшали, а также были повреждения у красочного слоя. С согласия автора картины реставрационные работы были проведены реставратором из Варшавы Войцехом Коласинским.
Передача картины в дар краковскому музею стала причиной того, что Павел Третьяков перестал считать Семирадского русским художником и не покупал его картины для своей коллекции. Хранитель Третьяковской галереи Николай Мудрогель вспоминал: «Мало было художников, с которыми Третьяков не дружил. И если он не ладил с художником, то по серьёзным поводам. Не признавал он, например, Семирадского. В то время этот художник пользовался в России очень большим успехом, а Третьяков не хотел купить ни одной его картины». А когда ему задавали вопрос «Почему же у вас нет Семирадского?», Павел Михайлович отвечал: «Семирадский свою лучшую картину подарил городу Кракову. Значит, он считает себя у нас иностранцем. Как же я буду держать его в русской галерее?». Правда, после смерти Третьякова произведения Семирадского всё же оказались в Третьяковской галерее: две картины, «Танец среди мечей» и «Оргия времён Тиберия на острове Капри», были переданы туда в 1925 году после расформирования Румянцевского музея, в 1961 году добавились два эскиза, а в 2002 году — ещё одна картина, «Игра в кости».

## Этюды, эскизы и повторения
В процессе работы над картиной в 1873—1876 годах Семирадским было создано большое количество набросков, этюдов и эскизов. Значительная их часть находится в Национальном музее в Кракове. Три эскиза экспонировались в 1939 году на персональной выставке Семирадского в Варшаве — из Национального музея в Варшаве (59 × 116 см, инв. 77601), из коллекции семьи художника (38 × 60 см) и из другого частного собрания в Польше (38 × 60 см). Эскиз, хранящийся в Национальном музее в Варшаве, представляет собой один из ранних вариантов композиции, в котором художник пытался использовать ночное освещение, передавая драматизм сцены казни христиан с помощью резких цветовых и светотеневых контрастов, олицетворяющих борьбу света и тьмы.
Ещё один эскиз (88,5 × 175,5 см) находился в частных собраниях: до 2007 года в Москве, а затем в Великобритании. В июне 2016 года он был выставлен на аукционе MacDougall’s. Композиционно этот эскиз очень близок к окончательному варианту картины, хотя в деталях есть некоторые отличия. В частности, «более вытянутый, чем в самой картине, формат позволяет Семирадскому избежать композиционного недостатка самого оригинала — перегруженности левой части и слишком большой приближенности „живых факелов“». Также известен этюд к этой картине под названием «Две фигуры у статуи сфинкса» (1870-е годы, размер 108 × 68,5 см), хранящийся в Художественной галерее Фонда поколений в Ханты-Мансийске.
В 1882 году Семирадский написал уменьшенную версию картины (94 см × 174,5 см) с тем же названием, которая сначала находилась в собрании предпринимателя и коллекционера Дмитрия Боткина (1829—1889), а затем в других частных коллекциях. Это авторское повторение экспонировалось на Всероссийской художественно-промышленной выставке 1882 года в Москве. В 2004 году оно было продано на аукционе Bonhams в Лондоне за 292 650 фунтов (363 593 доллара). По некоторым сведениям, оно находится в одном из московских частных собраний.
|  |  |  |

## Отзывы и критика
Художник Иван Крамской ознакомился с картиной в 1876 году в Риме, когда она ещё находилась в мастерской Семирадского. Находясь в оппозиции к творчеству Семирадского в целом, Крамской тем не менее признал, что эта картина «представляет наибольшую сумму его достоинств и наименьшую — недостатков, а стало быть, картина должна быть хороша». Многие современники были в восторге от нового полотна Семирадского — например, художник-академист Фёдор Бронников писал: «Да, такие картины не пишутся подряд всяким и каждый год. Честь ему и слава».
В 1877 году писатель Всеволод Гаршин написал подробную статью о картине, в целом положительную, но с указанием некоторых недостатков. В частности, он писал: «О технике Семирадского, где она касается человеческих фигур, тканей, украшений, мрамора, сосудов и других аксессуаров, вряд ли можно сказать что-нибудь, кроме того, что она безукоризненна. Золото некоторых сосудов блестит точно так же, как и позолоченная рама картины. Блестящее перламутровое сиденье в паланкине императора как будто вырезано из настоящего перламутра и налеплено на картину. Роскошные ткани только что не скатываются с женских плеч. Мраморы представляют совершеннейшую иллюзию; особенно хорош мраморный барельеф, с группою людей, колесницею и конями, на стене дворца». Среди недостатков картины, отмеченных Гаршиным, были «ошибочность и нецельность освещения» и «отсутствие воздушной перспективы в левом углу картины». Кроме этого, он полагал, что «весьма слабо написана правая часть, где помещены сами мученики».
Другую статью, с отрицательной оценкой картины, опубликовал в журнале «Пчела» археолог и историк искусства Адриан Прахов. В частности, он пытался объяснить огромный успех картины недоразвитостью вкусов публики, а также, имея в виду успех картины в западноевропейских странах, преклонением перед заграничной славой. Польский художник и критик Станислав Виткевич отмечал отсутствие эмоций у наблюдающих за сценой казни, недостаточную выразительность образов христианских мучеников, а также то, что разведённого огня «хватило бы только на то, чтобы поджарить кусок мяса».
Как и ожидалось, с критикой картины Семирадского выступил Владимир Стасов. В статье, посвящённой итогам Всемирной выставки в Париже 1878 года, он писал: «Г-н Семирадский, как известно, получил самую высокую награду за своих «Светочей христианства». Иностранная критика произнесла об этой картине приговор почти слово в слово одинакий с тем, что высказывала у нас здесь русская критика. Все признали у г. Семирадского много блеска и виртуозности в исполнении, особливо в изображении мрамора, бронзы, материй и других второстепенных подробностей. Но что касается до типов и выражений, общей концепции и настроения, все в один голос находят все это у г. Семирадского неудовлетворительным и слабоватым».
Интерес к картине Семирадского сохраняется и в настоящее время. В частности, проводя аналогию с кинематографом, её приводят как пример пеплума — «блокбастера докинематографической эпохи». С другой стороны, искусствовед Катажина Новаковска-Сито пишет, что «картина, несмотря на трагизм сюжета, производит на редкость умиротворённое, праздничное впечатление». Она отмечает, что «даже палачи, поджигающие обречённых на смерть, принимают заученные позы академических натурщиков». Поэтому, заключает Новаковска-Сито, «неудивительно, что картина навлекла критику со стороны реалистов».
Искусствовед Татьяна Карпова полагает, что «один из эффектов этой картины и манеры Семирадского вообще — это сочетание алгебры, точного расчёта и импровизации». Она пишет, что в этом произведении «завораживает мастерство Семирадского в компоновке сложной многофигурной композиции, точность масштабных соотношений», и отмечает, что «колорит картины, построенный на аккордах аметистово-лиловых, изумрудно-зелёных, аквамариновых тонов в сочетании с алым, пурпуром и золотом, создаёт впечатление драгоценной роскоши красок, „рифмующихся“ с драгоценными камнями, рождает у зрителя впечатление рафинированной роскоши».